# Segunda Categoría de Santo Domingo de los Tsáchilas
El Campeonato Provincial de la Segunda Categoría de Santo Domingo de los Tsáchilas es un torneo oficial de fútbol de ascenso en la provincia de Santo Domingo de los Tsáchilas. Es organizado anualmente por la Asociación de Fútbol No Amateur de Santo Domingo de los Tsáchilas (AFNATSA). Los tres mejores clubes (campeón, subcampeón y tercer lugar) clasifican al torneo de Ascenso Nacional por el ascenso a la Serie B, además el campeón provincial clasificará a la primera fase de la Copa Ecuador.

## Estructura de ascenso
Anualmente varios equipos de la provincia se inscriben en la Asociación de Fútbol No Amateur de Santo Domingo de los Tsáchilas para poder participar en el torneo. Año a año difiere el sistema de campeonato en esta competición. Tras terminar el campeonato, se define al campeón y subcampeón provincial, quienes obtienen un cupo para disputar el Campeonato Nacional de Segunda Categoría. Este campeonato de ascenso nacional se divide en grupos dependiendo de la ubicación de cada provincia, llamados zonales. Los representantes de Santo Domingo de los Tsáchilas compiten frente a clubes de otras provincias y clasificar a la siguiente fase. Al finalizar el torneo nacional de Segunda Categoría se designa cuales serán los clasificados a la Serie B en el próximo año.

### Sistema de campeonato actual
Actualmente, el torneo provincial de Sto.Domingo tiene inscrito a 8 clubes que disputarán dos cupos para las zonales de ascenso. El torneo se compone de una sola etapa en encuentros de ida y vuelta los equipos que hayan terminado en primer y segundo lugar jugarán el Campeonato Nacional de Segunda Categoría, mientras que el equipo que quede último jugará en la Liga amateur de la provincia.

## Palmarés
| Temporada | Campeón                     | Subcampeón                                                                            |
| --------- | --------------------------- | ------------------------------------------------------------------------------------- |
| 2008      | Águilas (1)                 | Deportivo Santo Domingo (1)                                                           |
| 2009      | Águilas (2)                 | Municipal (1)                                                                         |
| 2010      | Águilas (3)                 | [[Archivo:\|20x20px\|border\|Bandera de Santo Domingo (Ecuador)]] Los Dragones (1)    |
| 2011      | Águilas (4)                 | Talleres (1)                                                                          |
| 2012      | Águilas (5)                 | 3 de Julio (1)                                                                        |
| 2013      | Águilas (6)                 | [[Archivo:\|20x20px\|border\|Bandera de Santo Domingo (Ecuador)]] Colorados S. C. (1) |
| 2014      | Águilas (7)                 | San Rafael (1)                                                                        |
| 2015      | Águilas (8)                 | [[Archivo:\|20x20px\|border\|Bandera de Santo Domingo (Ecuador)]] Colorados S. C. (2) |
| 2016      | San Rafael (1)              | Talleres (2)                                                                          |
| 2017      | San Rafael (2)              | Talleres (3)                                                                          |
| 2018      | Águilas (9)                 | [[Archivo:\|20x20px\|border\|Bandera de Santo Domingo (Ecuador)]] Colorados S. C. (3) |
| 2019      | 3 de Julio (1)              | San Rafael (2)                                                                        |
| 2020      | 3 de Julio (2)              | Águilas (1)                                                                           |
| 2021      | Deportivo Santo Domingo (1) | 3 de Julio (2)                                                                        |
| 2022      | 3 de Julio (3)              | La Concordia S. C. (1)                                                                |
| 2023      | Deportivo Santo Domingo (2) | 3 de Julio (3)                                                                        |
| 2024      | Deportivo Santo Domingo (3) | Municipal (2)                                                                         |
| 2025      | Por definir                 | Por definir                                                                           |

## Estadísticas por equipo

### Campeonatos
| Equipo                                                                            | Títulos | Subtítulos | Temporadas campeón                                    | Temporadas subcampeón |
| --------------------------------------------------------------------------------- | ------- | ---------- | ----------------------------------------------------- | --------------------- |
| Águilas                                                                           | 9       | 1          | 2008, 2009, 2010, 2011, 2012, 2013, 2014, 2015, 2018. | 2020.                 |
| 3 de Julio                                                                        | 3       | 3          | 2019, 2020, 2022.                                     | 2012, 2021, 2023.     |
| Deportivo Santo Domingo                                                           | 3       | 1          | 2021, 2023, 2024.                                     | 2008.                 |
| San Rafael                                                                        | 2       | 2          | 2016, 2017.                                           | 2014, 2019.           |
| [[Archivo:\|20x20px\|border\|Bandera de Santo Domingo (Ecuador)]] Colorados S. C. | 0       | 3          |                                                       | 2013, 2015, 2018.     |
| Talleres                                                                          | 0       | 3          |                                                       | 2011, 2016, 2017.     |
| Municipal                                                                         | 0       | 2          |                                                       | 2009, 2024.           |
| La Concordia S. C.                                                                | 0       | 1          |                                                       | 2022.                 |
| [[Archivo:\|20x20px\|border\|Bandera de Santo Domingo (Ecuador)]] Los Dragones    | 0       | 1          |                                                       | 2010.                 |

### Estadísticas por Cantón
| Cantón                                                                       |    | Títulos                                                |    | Subtítulos |  |
| ---------------------------------------------------------------------------- | -- | ------------------------------------------------------ | -- | --- |  |
| [[Archivo:\|30px\|border\|Bandera de Santo Domingo (Ecuador)]] Santo Domingo | 15 | Águilas (9) 3 de Julio (3) Deportivo Santo Domingo (3) | 12 | 3 de Julio (3) [[Archivo:\|20x20px\|border\|Bandera de Santo Domingo (Ecuador)]] Colorados S. C. (3) Talleres (3) Municipal (2) [[Archivo:\|20x20px\|border\|Bandera de Santo Domingo (Ecuador)]] Los Dragones (1) |  |
| La Concordia                                                                 | 2  | San Rafael (2)                                         | 3  | San Rafael (2) La Concordia S. C. (1) |  |